# Microcerella aurigaster
Microcerella aurigaster är en tvåvingeart som först beskrevs av Guilherme A.M.Lopes 1982.  Microcerella aurigaster ingår i släktet Microcerella och familjen köttflugor. Inga underarter finns listade i Catalogue of Life.